# 龍擡頭
龍擡頭（りゅうたいとう。簡体字: 龙抬头; 繁体字: 龍抬頭; 拼音: Lóng Táitóu（ろん・たい・とう）、英語: Longtaitou Festival）は、中華人民共和国（中国）の北部、特に北京周辺において旧暦2月2日に行われている伝統的な行事である。名称は「龍（竜）が頭をもたげる（上げる）」を意味する。古来から竜は雨をもたらす神だと信じられており、かつて農業が主要な産業であった時期の中国では、この時期に竜を祭る龍擡頭は重要な行事であった。すなわち、華北地方では旧暦2月上旬にあたる時期に乾季から雨季へと変わることから、その年の豊作を期待して竜に雨を願うのである。
春竜節（しゅんりゅうせつ）とも。

## 伝説

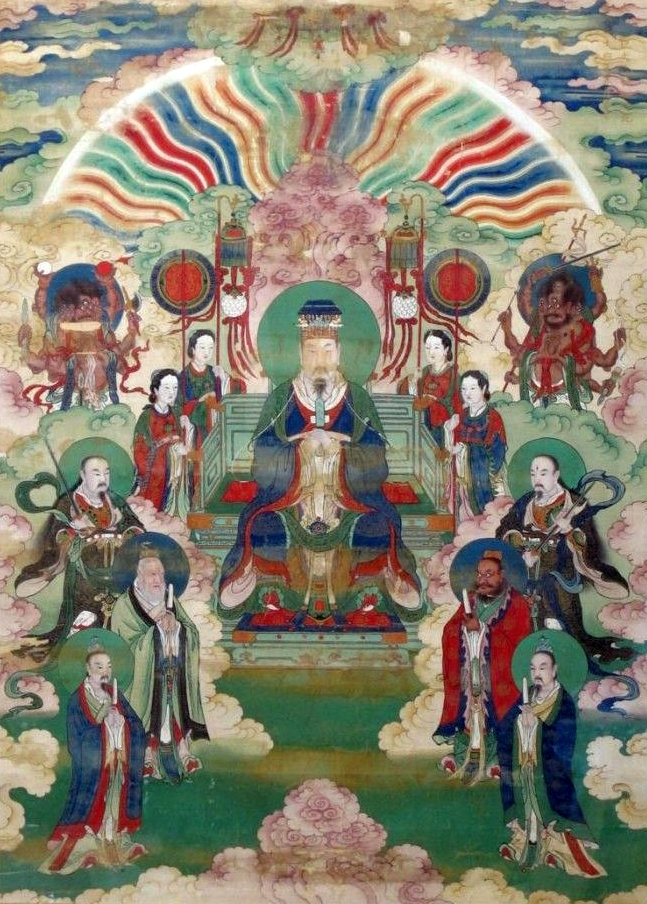
玉皇大帝（画像中央）

陝西省には龍擡頭の由来となった伝説が残っている。則天武后が皇帝となった頃、国号が唐から周（武周）に改められたことに怒った玉皇大帝が、太白金星（太白）を通じて四海竜王に対し降雨を3年間止めるように命じた。しかし玉竜が、地上の人々が旱魃で苦しむ様子を見かねて独断で雨を降らせた。玉皇大帝は、玉竜を地上の山の中に1000年間監禁し、金豆の花が咲くまでは天に戻れないという罰を下した。人々は玉竜を助けようとしたが金豆のある場所すらわからない。手をこまねくうちに迎えた2年目の2月1日、市場で金豆と称してトウモロコシの実が売り出された。人々は、金色をしたこの実を炒れば花が咲くはずだと考え、こぞってトウモロコシの実を炒り、翌2日に、炒った実を持って玉竜が閉じ込められている山に集まった。玉竜はこれに気付くと、太白金星に「金豆の花が咲いたから山から出してほしい」と呼びかけた。太白金星は玉竜に同情していたのですぐに玉竜を解放した。玉竜は頭を擡（もた）げて空へと舞い上がり、乾いていた地上に雨をもたらした。この出来事に由来して、旧暦2月2日は「龍擡頭」の祝日とされ、その日はトウモロコシの実を炒って「花を咲かせ」、雨の恵みを願うようになったという。

## 龍擡頭の行事

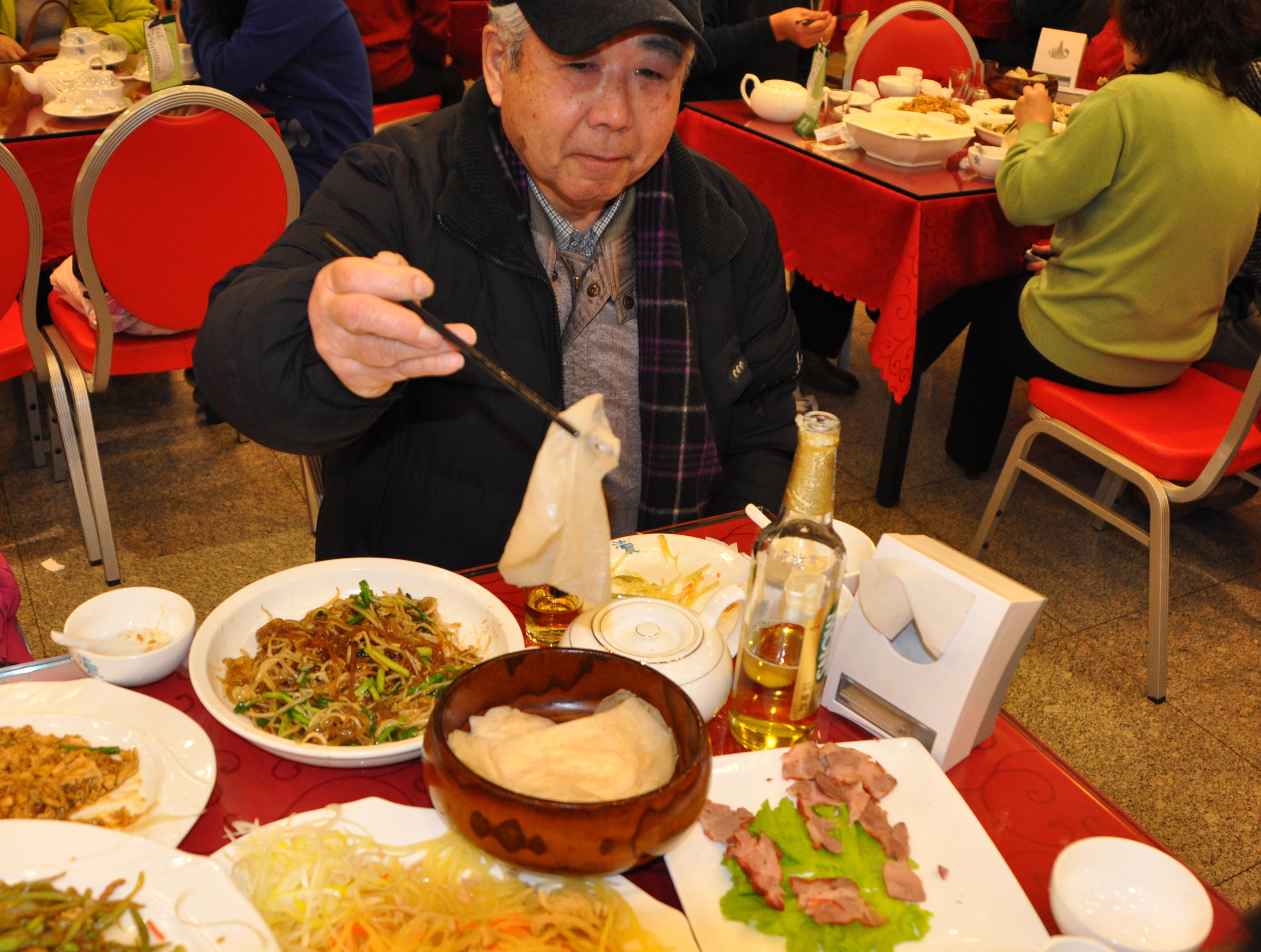
店で供される春餅

龍擡頭の行事が始まったのは元の頃だと言われている。古くは農業が最も重要な産業であり、春の始まりとされた旧暦2月2日はその年の豊作を願う祝日となって、主に漢民族の間で伝統的に祝われてきた。しかしこんにちでは、農業従事者が減ったこともあり、特に都市部では龍擡頭の行事は廃れつつあるという。
龍擡頭の日、中国北部では、春餅などに「龍（竜）」の字の入った名前をつけ、竜の気を取り入れることを願って食す。たとえば春餅は「龍鱗（龍のうろこ）」、水餃子は「龍耳（龍の耳）」、うどんなどの麺類は「龍須（龍のひげ）」や「扶龍須」と呼ばれる。特に、春に収穫される様々な野菜を材料に用いる春餅は、そうした食材が入荷しにくかった昔の北京では「春を噛む食べ物」とみなされていた。こんにちも、春の始まりを祝う食品として多くの人に食されている。これらの他、きび粉から作られる「龍胆」も人気がある。
旧暦2月2日は二十四節気の啓蟄の時期にあたり、農作物に害を為す虫も出てくる。こうした虫を追い払うため、火を燃やして煙を出したり（薫虫）、塩に漬けた大豆を油で炒めて大きな音を出す（炒豆）などの儀式も行われていた。

## 関連資料
- 丘桓興 「祭りの歳時記 (3) 土地神と竜を祭る春竜節」、『人民中国』 人民中国雑誌社、2005年3月号（第621号）、pp. 50-53。NAID 40006644425。
- 喬海童収集整理 「金豆開花（二月二的伝説）」 『節日的伝説』 河南人民出版社（中国語版）〈河南民間工事故事叢書之五〉、1982年。pp. 31-34。（「金豆の花が咲くとき」『世界の龍の話』での出典）
- 劉霆華・文、田黎明（英語版）・画 『やさしいりゅう』 君島久子・訳、小峰書店〈えほん・こどもとともに〉、1988年8月。ISBN 978-4-338-06906-9。（龍擡頭を題材にした絵本）